# Embeddedness
Il concetto di embeddedness indica il radicamento delle attività economiche nella società. 
La produzione, la distribuzione e il consumo dei beni dipendono infatti da fattori sociali come la cultura, le abitudini, il senso di responsabilità e la reciprocità verso gli altri. È per questo che molti sociologi, come Karl Polanyi e Mark Granovetter affermano che l'economia è incapsulata nel sociale (embedded in inglese significa infatti "inglobato", "incorporato").

## Significato del termine
Il termine embeddedness, letteralmente, potrebbe tradursi in italiano con "annidamento". Alcuni usano la traduzione "radicamento" oppure "incorporazione", altri "inserimento", anche se questi termini tradotti non rendono del tutto l'idea del concetto. Perciò, spesso, negli scritti in lingua italiana si preferisce mantenere il termine originale in inglese. In Francia è usato il termine encastrement (letteralmente: "incastro").

## Teoria
Nella teoria dell'embeddedness, viene respinta la teoria della scelta razionale, che presuppone la razionalità assoluta ed economica degli attori e l'atomizzazione sociale, cioè non considerare ciò che sta intorno all'attore economico in termini di relazioni. Questo perché ogni essere umano gode di una razionalità limitata all'interno di ogni decisione.
All'embeddedness, si legano due concetti chiave quali sono i legami. Questi si distinguono in: legami forti, e legami deboli.
I primi sono delle connessioni in cui gli attori economici godono di forte fiducia, senso di collaborazione, e rispetto per i partner. I secondi sono legami che non godono di valori forti come nel caso precedente, ma che sono comunque produttivi al fine di instaurare rapporti di collaborazione. Se nei legami forti l'informazione è detta "ridondante", ovvero vi è la tendenza che le informazioni circolanti siano sempre le stesse (e quindi a rischi stagnazione), nei rapporti deboli le informazioni cambiano, sono sempre nuove e consentono all'impresa o all'individuo di poter godere di vantaggi quali maggiore reperimento di notizie sul cambiamento ambientale, maggiore tasso di innovazione, e possibilità di instaurare legami con partner sempre nuovi. Network con forte propensione al legame forte sono dette Reti Coese, mentre altre dove la maggioranza dei link è composta da legami deboli sono dette Reti Disperse.
Le tipologie di embeddedness possono essere raggruppate in due categorie:
1. embeddedness relazionale: gli attori economici vengono influenzati direttamente, ed influenzano indirettamente, i comportamenti ed i risultati degli attori con cui interagiscono; da questo prende spunto il concetto della forza dei legami, che è caratterizzata dalla forte vicinanza degli attori.
2. embeddedness strutturale: la più ampia struttura di relazioni influenza i comportamenti ed i risultati di interi gruppi di persone (in questo caso aziende e network di esse).

Come sostenuto da diversi autori l'embeddedness, considerata fondamentale nella corrente della Nuova Sociologia Economica ha evidenziato l'incorporazione del mercato nelle istituzioni sociali. L'azione economica è anche un'azione sociale, determinata fortemente da motivazioni di origine sociale e culturale e dal significato che gli attori vi attribuiscono.
Il concetto di embeddedness è stato, in particolare, analizzato da Mark Granovetter, i cui articoli sottolineano l'inserimento o incorporamento delle azioni economiche "in sistemi concreti di relazioni sociali" aspetto trascurato dalla "vecchia" sociologia economica (come ricorda Swedberg, l'espressione "nuova sociologia economica" è stata più o meno incidentalmente coniata nel 1985, subito dopo la pubblicazione dell'articolo sull'embeddedness del sociologo americano). Un passo centrale dell'articolo di Granovetter sottolinea che «ciò che è sbagliato (nella microeconomia N.d.R.) è che gli attori economici non sono atomizzati, come la teoria ci chiede di credere, essendo coinvolti in interazioni e strutture di interazione che sono teoricamente centrali per i risultati. Non si tratta di frazioni periferiche che corrispondono ad inezie tranquillamente trascurabili, oppure dell'ultimo 5% della varianza da eliminare, nonostante ci sia stata ed è tuttora presente una tendenza a presentare in questo modo la sociologia economica». Più avanti, chiarisce come, a suo parere il livello di embeddedness «è più basso nelle società non di mercato rispetto a quello che asseriscono i sostantivisti e i teorici dello sviluppo».
Per Mingione, la forma pura teorica del mercato è "disembedded" in quanto basata su regole che prescindono da qualsiasi legame sociale duraturo tra gli attori (poiché questo distorcerebbe i meccanismi di concorrenza). Nella pratica, invece, le interazioni di mercato non ci sarebbero se esistessero solidi legami sociali, per i diversi motivi: in primo luogo, non circolerebbero adeguatamente le informazioni, non si condividerebbero le stesse regole e nessuno avrebbe il minimo di fiducia che gli altri rispettino le regole necessarie per acquistare e vendere, concludere un contratto di lavoro, prestare denaro; in secondo luogo, nella società moderna le preferenze economiche non si riducono ad un semplice calcolo di utilità, ma sono costruite dai processi di socializzazione. L'economia è quindi "embedded". Magatti sostiene che le relazioni sociali svolgono un duplice ruolo nei confronti dei processi di mercato: in primo luogo, costituiscono le basi sociali in mancanza delle quali il comportamento economico stesso non avrebbe senso. In secondo luogo, si impongono come vincolo e limite all'estensione del comportamento strumentale, anche perché l'applicazione pura e semplice della logica dello scambio di mercato rischierebbe di avere effetti socialmente distruttivi. All'interno dei processi economici poi, le relazioni sociali interpersonali non solo rendono possibile il funzionamento dell'economia, ma possono accrescerne (o, al contrario ostacolarne) efficacia ed efficienza: contenendo il rischio di comportamenti opportunistici, facendo circolare informazioni e strumenti organizzativi, facilitando la cooperazione.
Va anche tenuto presente che il concetto di embeddedness è stato considerato in maniera diversa da autori differenti: come precisano Laville e Levesque, secondo Polanyi designa l'iscrizione dell'economia all'interno degli ordini politico e culturale, con una pluralità dei principi economici che vanno formulandosi, però con riferimento soprattutto alla società pre-capitalistica. Sarebbe quindi quella di Polany una concezione antitetica a quella sopra esposta di embeddedness, in quanto l'economia di mercato sarebbe disancorata dal contesto sociale circostante. Invece, secondo Zukin e Di Maggio, come interpretati da Swedberg, costituisce l'influenza del contesto politico e culturale sull'economia, che però manterrebbe una relativa autonomia. Inoltre, il concetto di embeddedness presenta molte affinità con quello di costruzione sociale dell'economia contenuto nel noto saggio, del 1966, «La realtà come costruzione sociale» di Berger e Luckmann. Tuttavia, come segnala ancora Swedberg, l'impostazione di Granovetter contiene in più l'agganciamento ad una prospettiva di "rete".
L'analisi di Magatti rimanda la radice dell'embeddedness a due diversi livelli teorici: da una parte quello cognitivo, per il quale le azioni degli individui sono regolate da procedure che rendono l'azione ragionevole in un dato contesto e sono influenzate da vincoli istituzionali che definiscono repertori di idee con cui costruire ciò che ha valore e andrebbe ricercato e perseguito. Quindi anche nella sfera economica, l'agire è una costruzione sociale. In pratica, invece che dalla logica della massimizzazione dell'utilità, l'agire economico sarebbe regolato dalla ricerca, più modestamente, di un livello accettabile di soddisfacimento, secondo una logica di "razionalità limitata". Dall'altra parte, come secondo livello teorico, si avrebbe quello strutturale, che, sempre secondo Magatti, è ascrivibile alla teoria di Granovetter e, più in generale, agli sviluppi della network analysis. In base a questo approccio, le azioni individuali sono interpretate partendo dalla rete di relazioni sociali in cui sono immersi ed alle relative costrizioni strutturali. È da sottolineare come la natura relazionale dei rapporti economici modifica la logica della stessa azione economica. La struttura prevarrebbe quindi sulla motivazione. Anche se, sempre nell'analisi dello studioso italiano, negli ultimi lavori di Granovetter si avrebbe un allentamento delle posizioni iniziali ed un uso sempre più estensivo della nozione di embeddedness. Per lo stesso Granovetter (1991), nella misura in cui le argomentazioni basate sulla teoria della scelta razionale sono rigidamente costruite facendo riferimento ad individui atomizzati e a obiettivi economici, esse risultano in contrasto con la posizione basata sul concetto di embeddedness. In una visione più ampia della scelta razionale, tuttavia, le due visioni hanno molti punti in contatto.

## Tipologie
In un ulteriore lavoro, Magatti distingue tra: embeddedness strutturale, che si riferisce al concetto così come elaborato da Granovetter; embeddedness politica, con riferimento al modo in cui i processi economici sono influenzati dalla collocazione in arene dove si verificano conflitti di potere; embeddedness cognitiva, che concerne l'influenza dei processi mentali sul comportamento economico; infine embeddedness culturale, sul ruolo delle rappresentazioni collettivamente condivise nel determinare obiettivi e strategie economici.
Il fatto che l'economia sia così inserita nel sociale, oltre alle complicazioni che ne derivano nella valutazione e previsione dei fenomeni connessi, può provocare sull'andamento dell'economia stessa anche conseguenze molto negative. Granovetter osserva che dove l'economia è "embedded" in un ambiente dove domina la corruzione, le conseguenze anche sui costi economici non possono che essere negative. Si pensi ad esempio alla situazione dell'economia in zone dominate da mafia e camorra.